# Малий Кукшум
Малий Кукшу́м (рос. Малый Кукшум, чув. Анатриял) — присілок у складі Ібресинського району Чувашії, Росія. Входить до складу Ширтанського сільського поселення.
Населення — 150 осіб (2010; 167 у 2002).
Національний склад:
- чуваші — 90 %